# あぐり王国北海道NEXT
『あぐり王国北海道NEXT』（あぐりおうこくほっかいどうネクスト）は、2008年7月5日から北海道放送（HBCテレビ）で放送されている、農業をテーマにした教養番組。開始当初は『森崎博之のあぐり王国北海道』のタイトルで、2016年4月2日より現在の番組名に改題している。
番組スポンサーは、JAグループ北海道（ホクレン・JA北海道信連・JA全共連北海道本部・JA北海道厚生連）の一社提供。

## 内容
演劇ユニット・TEAM NACSのリーダーである森崎博之が、アシスタントのHBCアナウンサーや小学生レポーター「あぐりっ子隊」とともに、北海道内各地の農業や食の話題を紹介する。2018年の番組10周年時点で番組のロケに際して約16万kmの移動を行ったとしている。
番組を企画したCREATIVE OFFICE CUEの伊藤亜由美は、子育てを行う中で自らの子供と同世代の子供達の食環境の乱れに危機感を持ち「北海道の食材の素晴らしさを伝えたい」との思いから本番組を企画したと発言しており、本番組をきっかけとしてOFFICE CUE制作の北海道内の食材をテーマとした3部作映画「しあわせのパン」「ぶどうのなみだ」「そらのレストラン」の制作や飲食事業への進出に発展している。

## 放送時間・ネット局
- 土曜日 17:00 - 17:30
  - 1時間に拡大放送されることもある。
  - 『オールスター感謝祭』など特番がある時には繰り上げスタートまたは休止で、年末年始は放送日変更あり。
  - 2018年7月より、北海道放送の無料動画配信サービス「もんすけTV」にて放送翌日から次回放送日までの間、見逃し配信が行われている。2023年7月1日より、TVerでの配信となる[5]。
- また、2010年10月からはCSのフーディーズTVでも放送していた（毎週火曜 10:00 - 11:00 他、2回連続放送）。
- 2016年10月2日よりBS12 トゥエルビでも『〜NEXT』初回から放送が開始されたが[2][6][7]、2018年9月30日をもって終了した。最終回ではBS12側でもんすけTVを紹介するテロップが出されている。
- 2020年4月6日よりCSの日本映画専門チャンネルでも『森崎博之の〜』初回から放送が開始。
- 2022年3月28日よりBSJapanextにて『〜NEXT』放送開始。2023年6月26日＃708をもって終了。
- 2022年9月24日より静岡放送（SBSテレビ）にて『～NEXT』を放送（日曜 5:15 - 5:45）。但し、相当遅れての放送（通常は中2週遅れだが3年位の時もあった）の為、オープニング等で「この放送はHBCテレビで○月○日に放送されたものです」、放送時点で既に応募の期限が終了したプレゼントクイズでは「このプレゼントは終了しました」のテロップが表示される。これとは別に12月30日の5:20 - 6:20に2回連続放送された。2023年8月20日・27日は世界陸上2023ブダペスト放送の為、2週連続で休止。その代わりに9月に番組ネット開始前のエピソードを2回分（#668 当麻町 ミニトマトと#669夕張市 夕張メロン）放送した。2024年5月19日、同年5月4日（みどりの日）のHBCテレビの本放送が全国ネットの特番で中止となった為、「再放送」として、再びネット開始前のエピソード（#658 旭川市 チンゲン菜）を、又、同年5月26日、2022年5月21日に札幌ドームにて開催された日本ハムVS西武戦の中継が延長された為、2週連続の「再放送」エピソード（#660幕別町札内 越冬長ネギ）を放送した。
- 2024年3月24日は通常の『～NEXT』と別枠で当番組のフォーマットに沿って鹿児島県の和牛をテーマとした特別番組『あぐり王国JAPAN』[注 1]を放送。通常のJAグループ北海道に代わり全農がスポンサーとなり、製作局・北海道放送の他、TBSテレビ（3月30日）・南日本放送(MBCテレビ)（3月31日）[8]でも放送された。

## 出演者
出演者は番組開始時から2023年6月はつなぎ、2023年7月のリニューアル後は親しみやすさを意識した深緑色のオーバーオールを着用しており、パーソナルカラーは襟元に巻かれたバンダナにあしらわれる形となっている。

### 現在
- 森崎博之（TEAM NACS、2008年7月5日 - ）[1][2] - つなぎ・バンダナの色 - 赤色
- 森結有花（北海道放送アナウンサー、2017年4月1日 - ） - つなぎ・バンダナの色 - 黄色

森崎、森ともに2023年2月11日放送の♯694ではナレーションのみ担当（画面には登場せず）。
- 北川久仁子（2016年4月16日 - ） - つなぎの色 - 緑色　※不定期出演。
- あぐりっこ隊[1] - つなぎの色 - 青色 ※一般公募された小学4年生から6年生の児童数名。2020年から2022年秋にかけては新型コロナウイルス感染症に伴い出演せず、2022年11月12日放送の#682（由仁町&栗山町のさつまいもの回）にて久しぶりに出演。引き続き、2023年2月18日放送の♯695と2月25日放送の♯696（陸別町の酪農の回・前後編）にも出演。

### 過去
- 松坂有希子（当時北海道放送アナウンサー、2008年7月 - 2010年3月まで）　※佐々木に引き継いだ後、寿退社。
- 佐々木佑花（当時北海道放送アナウンサー、2010年4月 - 2016年03月26日まで） - つなぎの色 - 黄色　※人事異動による配置替えのため。
- 河野真也、藤尾仁志（オクラホマ、2008年7月 - 2016年03月26日まで） - つなぎの色 - 緑色 　※北川と交代。

オクラホマは、基本的にはどちらか一人のみの出演。ただし、2013年3月30日、12月28日放送分など2人とも出演している回もある。最後となった2016年03月26日放送分も2人で出演した。
- 金井憧れ（当時北海道放送アナウンサー 2016年4月2日 - 2017年3月）[2] - つなぎの色 - 黄色　※北海道放送を退社してフリーアナウンサーとなったため。
- 大下宗吾（元ローカルタレント、2016年4月30日 - 2018年3月まで） - つなぎの色 - 緑色　※飲食店経営のため、所属事務所を退社と同時に芸能界引退。

### ゲスト出演
- 栗原友（料理家、2018年2月3日[9]、2018年10月13日[10]）
- バービー（フォーリンラブ、2021年3月27日） - つなぎの色 - 青色[11]
- 島太星（NORD、2021年10月16日） - つなぎの色 - 青色[12]
- 横山裕二（漫画家、2022年5月14日[13]、2022年7月9日[14]）
- 村上佳菜子（プロスケーター・タレント、2022年12月3日）
- 須田亜香里（タレント・元SKE48、2022年12月17日）
- 松村北斗（SixTONES、2023年7月1日・8日[5]）
- 岩本勉（元プロ野球選手、2023年7月29日）
- 高木菜那（元スピードスケート選手、2023年11月11日）
- NORD 安保卓城（タレント、2023年12月9日・2024年2月3日）
- 阿部凛（タレント・森崎博之の事務所の後輩、2024年1月13日）
- 下國伸（フレンチシェフ、2024年1月27日）
- 石栗奏美（ハロー!プロジェクト、OCHA NORMA、2024年2月24日）
- NORD 舟木健（タレント、4月28日・29日に道新ホールにて開催のライブのPRを兼ねての出演。2024年4月20日）
- 紺野あさ美[15]（フリーアナウンサー・タレント・元モーニング娘。、2024年5月11日）
- あばれる君（お笑い芸人、2024年10月23日）
- 金川紗耶（乃木坂46、2024年10月23日）

### ナレーター
- 卓田和広（北海道放送アナウンサー）
- もんすけ

## スタッフ
- 企画：伊藤亜由美
- 企画協力：CREATIVE OFFICE CUE
- 制作協力：SUNTANA[16]
- 製作著作：HBC北海道放送

## 番組テーマソング
「森崎博之のあぐり王国北海道」時代
- ザ・クロマニヨンズ「うめえなあもう」
  - 作詞・作曲：甲本ヒロト
- 月光グリーン「泣いて笑ってハラへって」
  - 作詞：森崎博之、作曲：テツヤ（月光グリーン）、コーラス：森崎博之、あぐりっこ隊、佐々木佑花、オクラホマ（藤尾仁志・河野真也）、もんすけ
  - 2010年7月に放送100回を迎えるにあたって、「生きることは食べること」をモットーに森崎の全面プロデュースの下、「食育・農業応援ソング」として作られた楽曲。
- 番組BGMにはザ・クロマニヨンズ、ハイロウズなどの楽曲が多用されている。

「あぐり王国北海道NEXT」時代
- THE武田組「生命のバトン」（2016年 - 2023年6月）
- 緑黄色社会「アーユーレディー」（2023年7月1日 - ）[5]

## 受賞歴
- 日本民間放送連盟 日本民間放送連盟賞 ”NAB Awards 2009”特別表彰部門 青年向け番組最優秀賞（2009年2月14日放送 和寒町越冬キャベツ取材回）
- 日本マーケティング協会 第8回日本マーケティング大賞 地域賞[17]